# Лига французского отечества

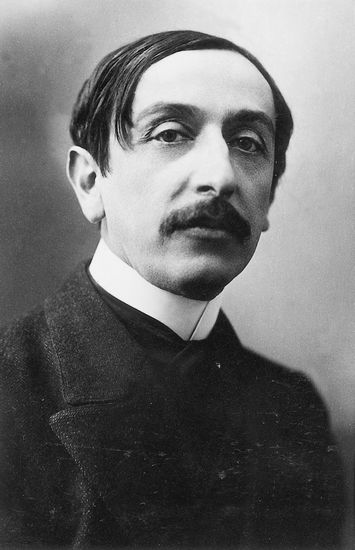
Морис Баррес

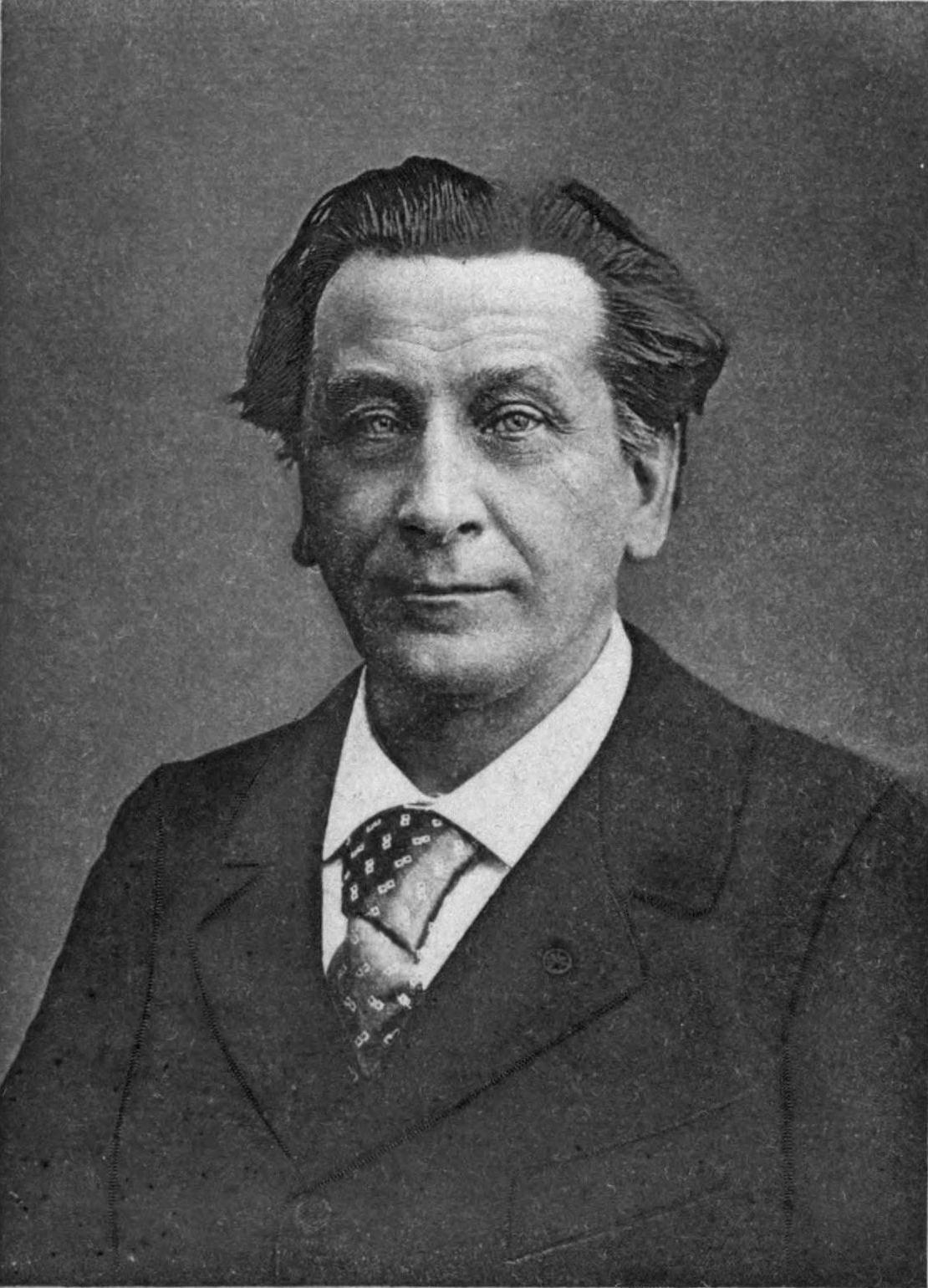
Франсуа́ Коппе́

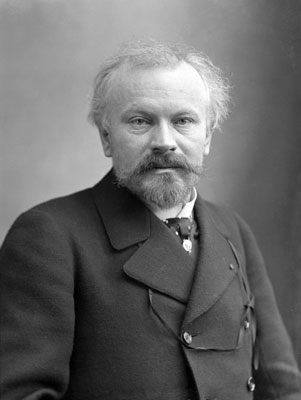
Франсуа Леметр

Лига французского отечества (фр. la Ligue de la patrie française) — французское политическое движение, исповедующее идеи национализма.
Создано в декабре 1898 — начале 1899 года во время процесса по «делу Дрейфуса», как ответ на созданный французскими интеллектуалами левой «Лиги прав человека».

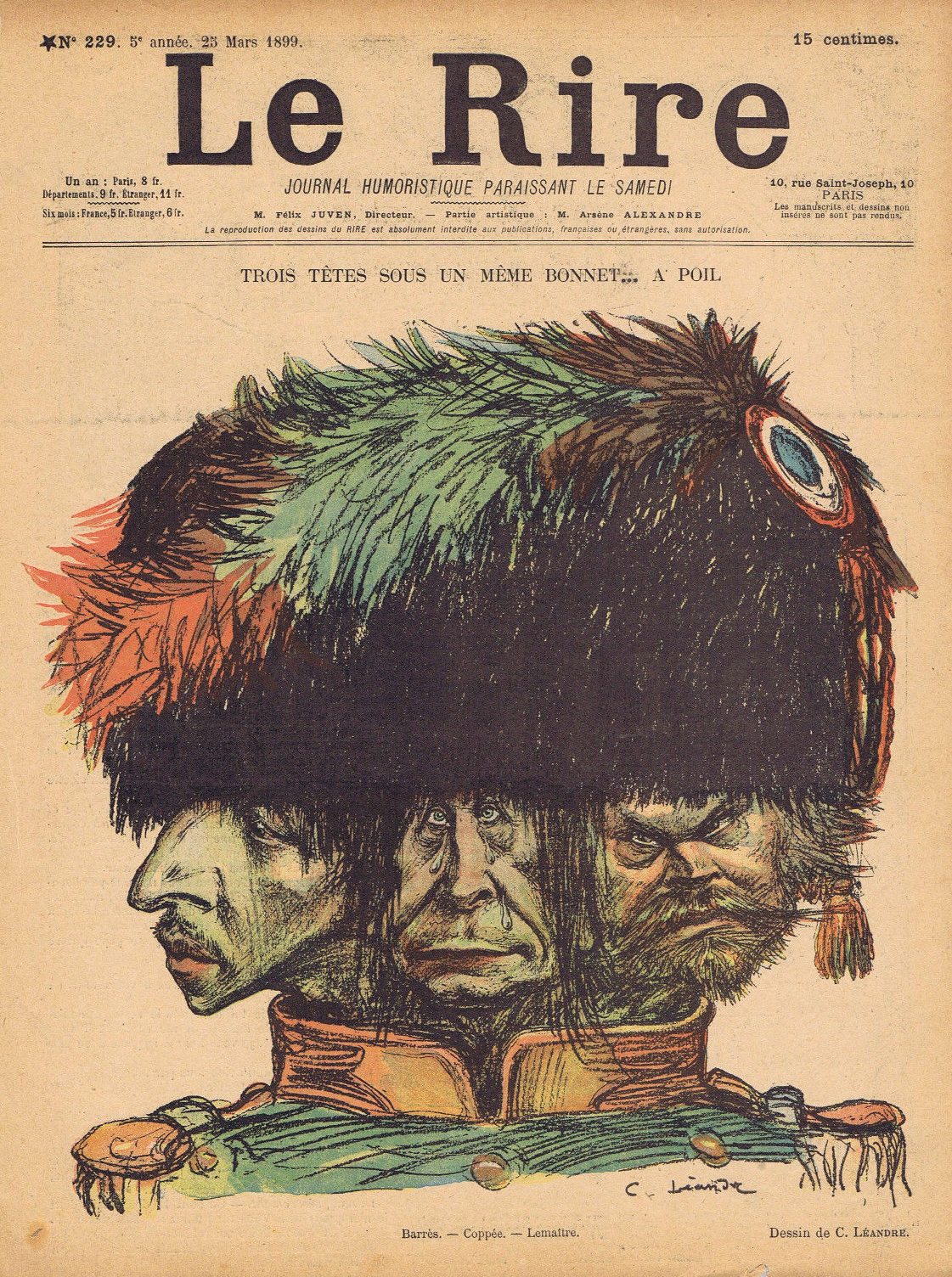
Карикатура Шарля Леанда на руководителей Лиги французского отечества М. Барреса, Ф. Коппе́ и Ф. Леметра. 1899

В создании Лиги французского отечества приняли участие ряд ведущих писателей, художников, учёных и представителей интеллигенции, придерживающихся правых взглядов и поддерживающих позицию обвинителей в дискуссиях, вызванных делом А. Дрейфуса.
В числе организаторов и активных членов были Морис Баррес, Франсуа́ Коппе́ (Почётный президент, в 1899—1902 возглавлял организацию «Лига французского отечества»), Франсуа Леметр (президент), Поль Бурже, Эдгар Дега, Венсан Д’Энди, Пьер Огюст Ренуар, Жюль Верн, Жозе Мария де Эредиа, Пьер Луис, Фредерик Мистраль, Альфред Жиар, Станислас Менье, Анатоль Шоффар и другие.
Лига выставила своих кандидатов на национальных выборах 1902 года, но результаты были неудачными. После этого, Лига постепенно прекратила деятельность. В 1909 году была распущена.